# Krameria ixine
Krameria ixine — вид цветковых растений рода Крамерия (лат. Krameria). Произрастает в Пуэрто-Рико, Гаити, Нидерландских Антильских островах, Антигуа и Барбуда, Гренаде, Центральной Америке, а также в Южной Америке в Гайане, Венесуэле и Колумбии.